# McGill (Nevada)
McGill ist ein Ort des White Pine County im Osten des US-Bundesstaats Nevada. Das U.S. Census Bureau hat bei der Volkszählung 2020 eine Einwohnerzahl von 1.010 ermittelt.

## Geographie
McGill liegt auf 39°24'4" nördlicher Breite und 114°46'44" westlicher Länge. Der Bundesstaat Utah beginnt in einer Entfernung von 60 Kilometern in östlicher Richtung. Die Städte Ely und Las Vegas sind 20 beziehungsweise 320 Kilometer jeweils in südlicher Richtung entfernt. Der U.S. Highway 93, der in diesem Bereich auch Great Basin Highway genannt wird, verläuft durch die Stadt.

## Geschichtliches
Der Name des Ortes McGill geht auf William N. McGill, der Teile seines Besitzes in diesem Gebiet an die Steptoe Valley Mining and Smelter Company (Nevada Consolidated Copper Co., später Kennecott) verkaufte, zurück. Zwischen 1906 und 1908 wurde eine Kupferhütte gebaut und mit der Nevada Northern Railway verbunden, wodurch der Ort wuchs. Durch ein Feuer wurden im Jahre 1922 große Teile der Industrieanlagen und viele Gebäude zerstört, jedoch bis 1930 wieder aufgebaut. In den späten 1970er Jahren wurde die Kupferhütte geschlossen und später abgerissen. Das historische McGill Drugstore Museum erinnert an die Blütezeit des Ortes.
McGill ist heute Ausgangspunkt für Touren in die nahe gelegenen und sehr bergigen Wildnisgebiete Bristolcone Wilderness und Becky Peak Wilderness.

## Demografische Daten
Im Jahre 2007 wurde eine Einwohnerzahl von 1063 mit einem Durchschnittsalter von 42,6 ermittelt.